# Daisuke Shimada
Daisuke Shimada (jap. 嶋田大育 Shimada Daisuke; ur. 25 marca 1993) – japoński zapaśnik w stylu wolnym. Zajął piąte miejsce na igrzyskach azjatyckich w 2014. Srebrny medalista mistrzostw Azji w 2015 roku. Dziewiętnasty na Uniwersjadzie w 2013, jako zawodnik Kokushikan University w Tokio.